# Alden, Minnesota
Alden är en ort i Freeborn County i Minnesota. Vid 2020 års folkräkning hade Alden 583 invånare.